# Skewen Dram Road
| Schmalspurlokomotive unterhalb der Skewen Incline, 1897 |                     |                                |                                |
| Trasse der ehemaligen Dram Road, 2005 |                     |                                |                                |
| Streckenlänge: | 5 km                |                                |                                |
| Spurweite: | 800 mm (Schmalspur) |                                |                                |
| Maximale Neigung: | Adhäsion: 25 ‰      |                                |                                |
| Minimaler Radius: | 40 m                |                                |                                |
| |                     |                                |                                |
| \| \| 5 \| Kohlenzeche Dyffryn \| Kohlenzeche Dyffryn \| \| \| \| Kohlenzeche Bryncoch \| \| \| \| \| \| \| \| \| \| Skewen Incline (Standseilbahn) \| \| \| \| \| Mit Loks betriebene Dram Road \| \| \| \| \| Bahnübergang White Gates \| \| \| \| 0 \| Skewen Wharf \| Skewen Wharf \| \| \| \| Jersey Canal \| \| |                     |                                |                                |
| Haltepunkt / Haltestelle Streckenanfang (Strecke außer Betrieb) | 5                   | Kohlenzeche Dyffryn            | Kohlenzeche Dyffryn            |
| Haltepunkt / Haltestelle Streckenanfang (Strecke außer Betrieb) · Strecke (außer Betrieb) |                     | Kohlenzeche Bryncoch           | Kohlenzeche Bryncoch           |
| Strecke nach links (außer Betrieb) · Abzweig geradeaus und von rechts (Strecke außer Betrieb) |                     |                                |                                |
| U-Bahn-Strecke (außer Betrieb) |                     | Skewen Incline (Standseilbahn) | Skewen Incline (Standseilbahn) |
| Strecke (außer Betrieb) |                     | Mit Loks betriebene Dram Road  | Mit Loks betriebene Dram Road  |
| Bahnübergang (Strecke außer Betrieb) |                     | Bahnübergang White Gates       | Bahnübergang White Gates       |
| Kopfbahnhof Streckenende (Strecke außer Betrieb) | 0                   | Skewen Wharf                   | Skewen Wharf                   |
| |                     | Jersey Canal                   |                                |

Die Skewen Dram Road war eine fünf Kilometer lange Schmalspurbahn mit einer Spurweite von 800 mm bei Skewen in Wales.

## Streckenverlauf

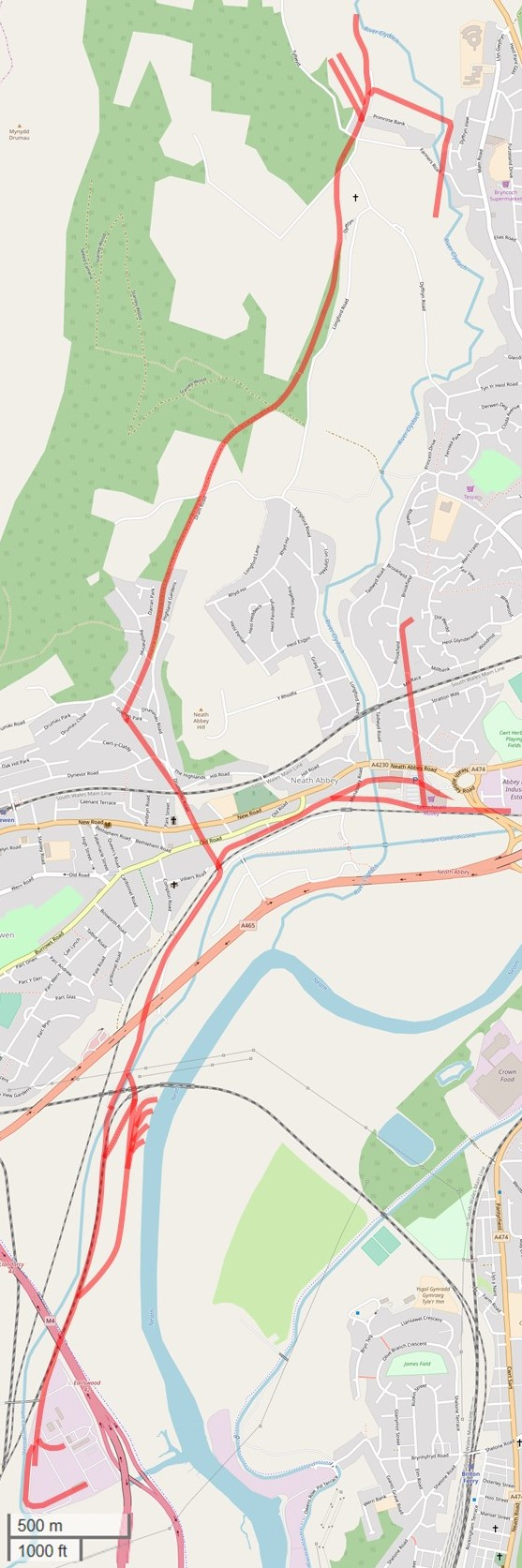
Ehemalige Trasse der Skewen Dram Road auf einer modernen Karte

Die Eisenbahn wurde gebaut, um Kohle aus den Kohlezechen Dyffryn und Bryncoch über eine Skewen Incline genannte Standseilbahn an den Schiffsanleger von Skewen zu bringen.
Im Jahr 1871 wurde die New Neath Abbey Coal Company, die die Dram Road über die New Road betrieben hatte, aufgefordert, am Bahnübergang über die New Road Bahnübergangstore zu installieren. Diese waren weiß gestrichen und gaben dem Ortsteil, der heute noch als White Gates bekannt ist, ihren Namen.

## Besitz
Die Main Colliery Company Limited besaß und betrieb die Skewen Dram Road. Sie war Nachfolgerin der Dynevor Dyffryn and Neath Abbey United Collieries Company Limited.
Die New Neath Abbey Coal Company soll im Juni 1819 von der Familie Fox gegründet worden sein, die 7/12 der Aktien des Unternehmens hielt, während Joseph T. Price die restlichen 5/12 hielt. Das Unternehmen scheiterte aber 1873, woraufhin seine Vermögenswerte an die Herren Batters und Scott im Namen der Dyffryn Main Colliery Company verkauft wurde. Im Jahr 1874 wurde das Unternehmen an die United Company verkauft, die bei der Fusion der Dynevor Dyffryn und Neath Abbey United Collieries Company unter der Leitung von John Newell Moore aus Swansea gegründet worden war. Die United Company hörte 1888 auf zu operieren und wurde mit Wirkung vom 1. Mai 1899 als Main Colliery Company Limited neu firmiert.

## Unfälle
Laut einem zeitgenössischen Zeitungsbericht ereignete sich am Abend des 20. September 1906 auf der Privatbahn der Main Colliery Company ein Unfall mit dem Tod von drei Männern und schweren Verletzungen zweier weiterer Männer. Eine Gruppe von zehn Streckeninstandhaltungsarbeitern fuhr auf einer Draisine bergauf, als ihr in einer Kurve mit einer ihr entgegenkommenden Lokomotive zusammenstieß. Durch die Auswirkungen des Aufpralls wurden drei der Männer schwer verletzt und verstarben, bevor sie nach Hause transportiert werden konnten.

## Lokomotiven
Eine der Dampflokomotiven wurde von H. H. Price bei den Neath Abbey Works gebaut. Sie hatte Zylinder mit einem Hubraum von 8 × 15 Zoll (200 × 380 mm), Räder mit einem Durchmesser von 2 Fuß 4 Zoll (710 mm) und einen Radstand von 4 Fuß (1.200 mm). Sie verbrauchte 8 Zentner (0,4 t) Kohle pro Tag. Sie konnte mit 30 leeren Loren mit einem Gewicht von jeweils 12 Zentnern (0,6 t) mit hoher Geschwindigkeit eine Steigung von 1 zu 40 (2,5 %) bergauf fahren und Kurven mit einem Radius von 40 m sicher durchfahren. Der Preis von Neath Abbey für den Verkauf einer solchen Lokomotive lag über £ 600, der in einem Angebot vom 19. April 1864 schriftlich bestätigt wurde.
Als 1889 Vermögenswerte von der Main Colliery Co. Ltd. übernommen wurden, umfassten diese vier Lokomotiven, von denen zwei verschrottet wurden. Diese Gesellschaft spurte 1899 ihre Schmalspurstrecken auf Normalspur um und bot deshalb sechs Lokomotiven zum Verkauf an, von denen zwei von den Neath Abbey Ironworks, drei von Pecketts und einer unbekannten Firma gebaut worden waren. Ihre Spurweite betrug 800 mm (2 Fuß 7½ Zoll). Es gab drei zweiachsige Tenderlokomotiven mit den Peckett-Werksnummern 501/1890, 542/1890 und 602/1896, eine weitere zweiachsige Tenderlokomotive, eine weitere Satteltanklok und eine völlig unbekannte Lokomotive.

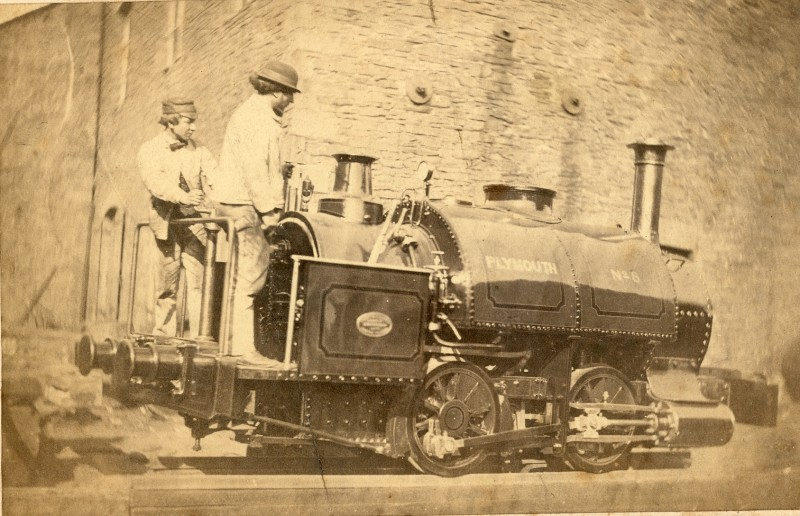
Dampflokomotive Plymouth Nr. 8 der Neath Abbey Ironworks

Zwei ähnliche 0-4-0T-Dampflokomotiven mit einer Spurweite von 826 mm (2 Fuß 8½ Zoll) wurden der Neath Abbey Coal Company 1858 von der Firma R. & W. Hawthorn in Newcastle upon Tyne geliefert. Diese beiden Dampflokomotiven wurden 1864 und 1870 eigentlich gebaut, um nach Südamerika exportiert zu werden, wurden stattdessen aber in den Werken der Neath Abbey Iron Company verwendet oder gelagert. Sie standen 1899 zum Verkauf.